# Popowo (Tłuchowo)
Popowo ist eine Ortschaft in der Landgemeinde Tłuchowo im Powiat Lipnowski der Woiwodschaft Kujawien-Pommern in Polen. Sie hat etwa 100 Einwohner und gehört zum Schulzenamt (sołectwo) Trzcianka.
Es ist der Geburtsort von Lech Wałęsa.

## Geographie und Verkehr

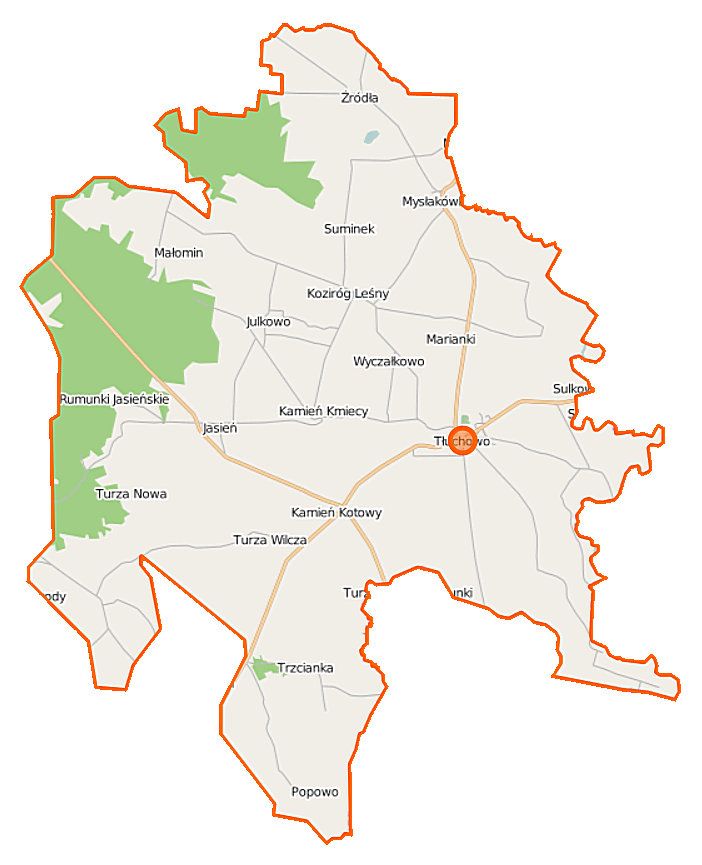
Karte der Landgemeinde

Die Siedlung liegt im äußersten Süden der Gemeinde, sie grenzt im Osten an die Woiwodschaft Masowien und im Westen an Chalin in der Gemeinde Dobrzyń nad Wisłą. Die Weichsel verläuft fünf Kilometer südlich. Dobrzyń nad Wisłą (deutsch Dobrin) ist etwa acht Kilometer entfernt.
Zwei Kilometer westlich der Siedlung verläuft die Woiwodschaftsstraße DW541, die von Lubawa über den Gemeindesitz Tłuchowo im Norden nach Dobrzyń nad Wisłą im Süden führt. Zwei Kilometer östlich verläuft die DW559 die bei Płock die Weichsel und die Landesstraße DK60 erreicht.

## Geschichte
Popowo wurde im Jahre 1321 als Grenzdorf bei der Trennung der Diözese Płock von Kujawien urkundlich erwähnt. Bei der Beilegung des Streits um mehrere Gemeinden verblieb der Ort bei Kujawien und der Diözese Włocławek. Im Streit mit den Deutschen Ordensrittern kam Kujawien und das Dobrzyńer Land 1343 durch den Vertrag von Kalisch an das Königreich Polen. Bestätigt wurde dies durch den Friedensvertrag von Thorn 1466.
Nach der Zweiten Teilung Polens fiel die Region 1793 an Preußen und nach dem Frieden von Tilsit 1807 an das Herzogtum Warschau. Durch den Wiener Kongress 1815 kam das Gebiet an das zu Russland gehörende Kongresspolen. Das Vorwerk Popowo war Teil der Gemeinde Chalin.
Während des Ersten Weltkriegs wurde das Dobrzyńer Land von der deutschen Armee besetzt. Mit Wiedererlangung der polnischen Unabhängigkeit am 11. November 1918 kam der Powiat Lipno an die Woiwodschaft Warschau und 1937 an die Woiwodschaft Groß Pommerellen mit Sitz in Toruń (Thorn). Im August 1920 fanden der Aufmarsch und der anschließende Rückzug der Roten Armee nach der Schlacht bei Warschau (Wunder an der Weichsel) in diesem Gebiet statt.
Nach dem Überfall auf Polen im Zweiten Weltkrieg war das Gebiet vom 10. September 1939 bis 21. Januar 1945 deutsch besetzt. In dieser Zeit kamen 87 Einwohner der Gemeinde Tłuchowo ums Leben, sie fielen an der Front, wurden in Lagern ermordet oder erschossen, wie 20 Einwohner des Dorfs Źródła.
Verwaltungsmäßig „trat“ die polnische Landgemeinde Tłuchowo am 26. Oktober 1939 mit dem Landkreis Lipno „zum Reich“. Der Landkreis kam zum Regierungsbezirk Marienwerder im Reichsgau Danzig-Westpreußen. Aus einer Reihe von Landgemeinden wurde der Amtsbezirk Tluchowo gebildet und einem Amtskommissar unterstellt. Am 25. Juni 1942 wurden die slawischen Ortsnamen eingedeutscht. Amtsbezirk und Gemeinde wurden amtlich in Tülchau umbenannt. Der Kreis wurde zum Landkreis Leipe (Westpr.). Aus Chalin wurde Hallingen, aus Tschzianka (poln. Trzcianka) Schanken und aus Popowo Papengrund.
Am 29. September 1943 wurde der spätere Friedensnobelpreisträger Lech Wałęsa – von 1980 bis 1990 Vorsitzender der Gewerkschaft Solidarność und von 1990 bis 1995 Staatspräsident Polens – im besetzten Papengrund (Popowo) geboren. Sein Vater, der Tischler Bolesław Wałęsa, starb im Juni 1945 an den Folgen von Gebrechen, die er bei der Zwangsarbeit in einem Danziger Außenlager des KZ Stutthof erlitten hatte.
Im Jahr 1946 wurde in der Gemeinde Tłuchowo eine Landreform durchgeführt. Landlose und Kleinbauern erhielten Grundbesitz durch die Aufteilung größerer Flächen. Die Gemeinde selbst wurde unter dem Motto „Macht näher am Bürger“ 1954 in die drei Gromadas Tłuchowo, Jasień und Mysłakówko geteilt. Anfang 1973 wurden die Gromadas wieder zu einer Landgemeinde (Gmina) zusammengelegt.

## Persönlichkeiten
- Lech Wałęsa (* 1943), Vorsitzender der Gewerkschaft Solidarność und Staatspräsident Polens.